# Sam (Salzburg)
Sam ist eine Siedlung im Stadtteil Langwied der Statutarstadt Salzburg. Die am Stadtrand gelegene Ortslage ist von Einzelhaus- und Reihenhaussiedlung und ausgiebigem Grünraum geprägt.

## Geographie
Sam liegt im Nordosten der Stadt Salzburg nahe der Stadtgrenze zu Hallwang, in etwa 3½ Kilometer Entfernung zum Stadtzentrum. Die Grenze zu Gnigl bildet dabei der Alterbach, die Grenze zu Itzling die Bahnspange Westbahn–Salzburg-Tiroler-Bahn/Verschiebebahnhof. Sam hat etwa 1300 Einwohner.
Zum Zählgebiet Sam des Zählsprengels Sam/Kasern (42) gehören auch Bergsam (421), Langmoos (424), Itzling-Ost (422) und Teile von Gnigl-Nord (425).
Durch einen schmalen Wiesenstreifen getrennt schließt südöstlich Langwied-Esch an, es führt aber keinerlei Straße direkt dorthin.
Nachbarortslagen
| Kasern (Stt.)              | Nußdorf Bergsam                             | Söllheim (Gem. Hallwang, Bez. Sbg.-Umgebung)               |
| Itzling Ost (Stt. Itzling) | Kompassrose, die auf Nachbargemeinden zeigt | Langmoos Esch-Mayrwies (Gem. Hallwang, Bez. Sbg.-Umgebung) |
|                            | Gnigl Nord (Stt. Gnigl)                     | Langwied Esch                                              |

## Geschichte

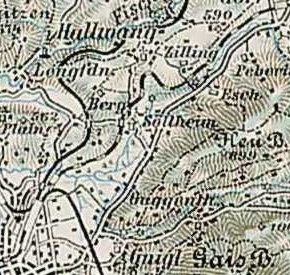
„Söllheim“. Franzisco-Josephinische Landesaufnahme, Blatt 31–48 Salzburg, um 1900 (mit Salzkammergut-Lokalbahn, Sam zwischen dieser und der Salzburg-Tiroler-Bahn)

### Das alte Bauerngut Samer
Das alte Bauerngut ist als Savme schon 1250 urkundlich erwähnt und war gemeinsam mit dem gesamten weiten Umland dem Stift Sankt Peter grunduntertänig. Das heutige Samer Bauerngut (bzw. der Samhof) bezeichnet einen alten Hof in der flachen Böschung direkt oberhalb der neuen Siedlung, der seinen Namen wieder von den Samern erhielt, jenem Berufszweig, der im Mittelalter und auch in der frühen Neuzeit über Saumpfade Güter aus dem Mittelmeerraum nach Salzburg brachte. Saum hieß dabei das Gewicht der beförderten einzelnen Traglast, Säumer oder Samer hießen die Händler, die ihren kargen Erwerb in der Landwirtschaft oft mit Handelstätigkeit aufbesserten.

### Die Samer Siedlung
Das Gebiet gehörte ursprünglich zur Gemeinde Hallwang, Ortschaft Esch. Eine erste Anbindung entstand durch den Bau der Salzkammergut-Lokalbahn (Eröffnung 1891), die hier über Söllheim anstieg.
Die Siedlung entstand in der Zeit des Autoritären Ständestaates (siehe auch Austrofaschismus) und wurde am 3. November 1935 eingeweiht. Durch diese neue Siedlung am Stadtrand sollte der allgemeinen Wohnungsnot entgegengewirkt und die hohe Arbeitslosigkeit im Baugewerbe bekämpft werden. In der Form des Bauens sollte aber anstelle des verdichteten städtischen Bauens, damals abwertend oft als „sozialistischer Massenwohnbau“ bezeichnet, der offene „bodenständige“ Bau am Stadtrand – ähnlich der „intakten Lebens- und Wirtschaftsgemeinschaft im Bauernhaus“ gefördert werden. Mit der Befürchtung einer zunehmenden Radikalisierung der Arbeiterschaft war für das Unternehmen auch das befriedende Moment nicht unwesentlich. Die Siedlung wurde an einem Ort errichtet, wo zuvor jahrzehntelang in Ziegelteichen Lehm für den nahen Ziegelofen (Ceconi-Ofen, Hannak-Ofen etc.) gewonnen wurde. Der Landschaftsraum eignete sich nach dem Abbau nur mehr schlecht für die Landwirtschaft. Die Ziegelteiche wurden im Zuge der Bautätigkeit, teilweise aber auch erst später, großteils zugeschüttet und aufgefüllt. Nur die Bittner-Teiche in Sam sind heute noch erhalten. Benannt sind diese nach einem der beiden damaligen Bauunternehmer.
Das Wohngebiet hieß zuerst Franz-Ullreich-Siedlung, benannt nach dem Gründer und langjährigen Obmann der Wiener Wohnungs-, Bau- und Siedlungsgenossenschaft Heim (gegründet 1912), die in Salzburg eine Niederlassung hatte. Die Siedlung umfasste 44 Wohngebäude. Der Erwerb eines Wohnobjekts erfolgte nach dem Prinzip, wie es auch heute beim Kauf von Eigentumswohnungen üblich ist. Zusätzlich waren die Eigentümer verpflichtet, beim Bau im Rahmen des Freiwilligen Arbeitsdienstes mitzuarbeiten oder einen entsprechenden Zahlungsersatz zu leisten. Nach dem Zweiten Weltkrieg wurde die ursprüngliche Bezeichnung fallengelassen und die Siedlung in Sam umbenannt, wie der gesamte Raum auch schon zuvor benannt worden war. Ein bei der Siedlung befindliches Denkmal für Franz Ullreich wurde zu unbekanntem Zeitpunkt abgetragen.
1939 wurde dann Sam – mit dem ganzen heutigen Stadtteil Langwied – von Hallwang in die Stadt Salzburg eingemeindet.
Im selben Jahr wurde hier auch mit dem Bau der Westautobahn (seinerzeit Reichsautobahn, heute A1) begonnen, was aber 1941 zum Erliegen kam. Die Autobahn wurde erst in den späteren 1950er Jahren fertiggestellt. Oberhalb von Sam, bei Nußdorf, entstand eine Autobahnraststätte.
1957 wurde dann die Salzkammergut-Lokalbahn eingestellt und demontiert, geblieben ist der Söllheimer Wanderweg, der, obschon geschotterter Weg, noch immer formal als Landesstraße ausgewiesen ist (L 261). Hier verläuft heute ein gut ausgebauter Radweg.

### Abgrenzung zu Itzling und Gnigl
Itzling-Ost, das Gleisdreieck, wird manchmal auch zu Sam gerechnet, da die Samerstraße dort noch verläuft. Das hat historische Grunde, kleine Teile westlich der Unterführung, durch die ehemals die Salzkammergut-Lokalbahn fuhr, gehörten früher zu Hallwang (Katastralgemeinde Hallwang II). Itzling-Ost gehört auch zum amtlich-statistischen Zählbezirk Sam/Kasern. In der modernen Stadtgliederung wird es aber zu Itzling gerechnet.
Gelegentlich wird in jüngster Zeit der Stadtteil Gnigl-Nord zur Siedlung von Sam hinzu gezählt, was allerdings angesichts der Siedlungsentwicklung nicht nachvollziehbar ist. Das liegt daran, dass auch das Gewerbegebiet Bachstraße von Gnigl-Nord bei Sam/Kasern statistisch erfasst wird – nicht aber die Wohngebiete südlich davon. Auch die Bahnhaltestelle Salzburg-Sam am Verschiebebahnhof befindet sich in Gnigl-Nord.
Der Alterbach als Südostgrenze Langwieds, noch immer von nur wenigen Brücken überspannt und hier auf ganzer Länge zumindest baumgesäumt, ist in der Stadtstruktur bis heute prägende Trennlinie.

## Verkehr, Infrastruktur und Sehenswürdigkeiten
Erstmals an den öffentlichen Nahverkehr angeschlossen wurde Sam am 14. Dezember 1983 mit der damaligen Citybus-Linie W. Heute ist Sam mit der Obuslinie 10 (nach Sam-Lankesstraße) und der Buslinie 23 (Hauptbahnhof – Sam – Obergnigl) erreichbar.
In der Nähe von Sam, aber schon im Nordteil von Gnigl, liegt seit 2005 die Haltestelle Salzburg-Sam der S-Bahn Salzburg (Linie S3).
Für den Straßenverkehr liegt Sam durch die vielen Gleisanlagen recht isoliert, Zufahrt aus der Stadt ist über die schmale Samstraße von der Vogelweiderstraße (Kreuzung Westbahnunterführung) her, und Aglassinger Straße oder Bachstraße von Gnigl her möglich. Stadtauswärts und nach Langwied-Esch führt wegen des Grünlands keine Durchzugsstraße.
In Sam befindet sich auch der wichtigste Campingplatz im Stadtgebiet von Salzburg.
Sehenswürdige Bauten:
- Pfarrzentrum und -kirche St. Severin, die jüngste Kirche der Moderne in Salzburg (Peter Schuh, 2006)
- Kindergarten Sam Alterbach, moderner Holzbau (architekten mayer + seidl, 1996–2003)[5]

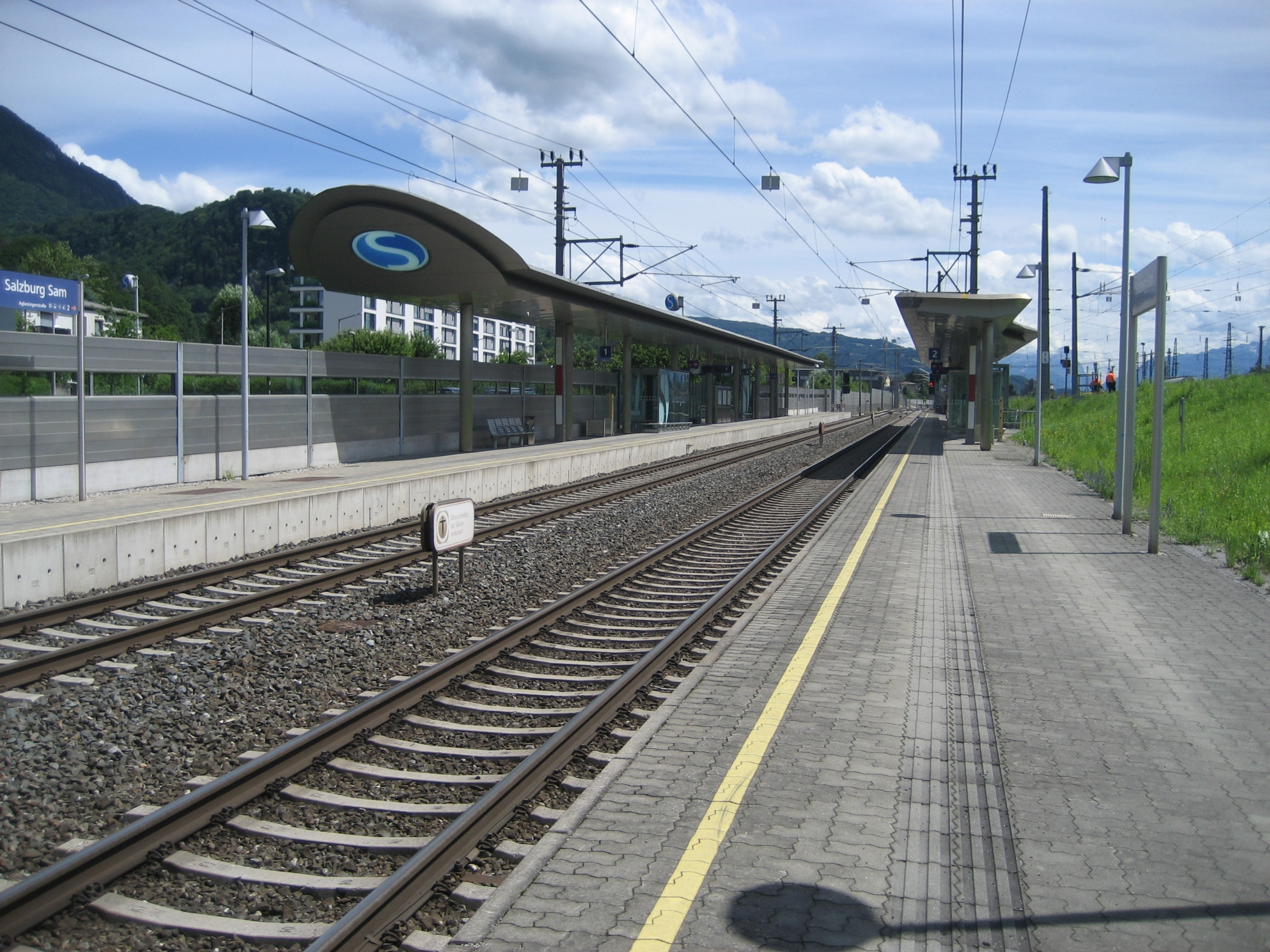
S-Bahn-Station Salzburg Sam
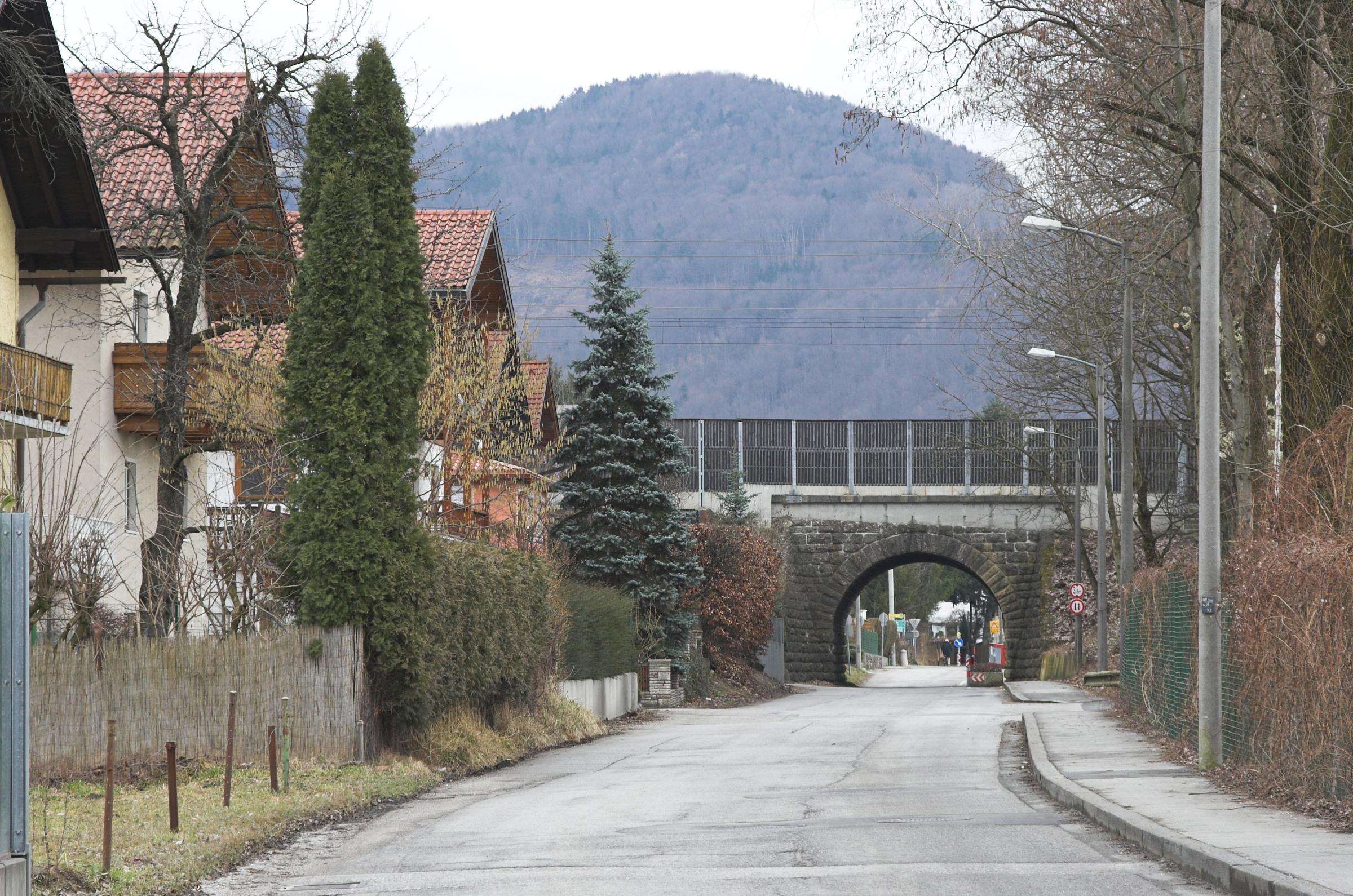
Samstraße Richtung Sam, ehemalige Trasse der Salzkammergut-Lokalbahn

## Der Natur- und Erholungsraum von Sam
Der Grünraum zwischen Sam und Langwied-Esch, das Langmoos, wie auch Richtung Söllheim (Bergsam) ist heute als Naherholungsgebiet vielfältig genutzt. Da sind vor allem der Möslweg und der Söllheimer Wanderweg beliebte Wander- und Spazierwege. Im Zentrum des erhaltenen Grünraumes liegt östlich der Siedlung das Samer Mösl, der letzte erhaltene Moorrest am rechten Salzachufer in der Stadt Salzburg (Naturdenkmal und Geschützter Landschaftsteil). Der Langmoosweg am Norden der Siedlung erinnert an das einstige große Moor, in das die Siedlung hineingebaut wurde.
Ganz im Nordwesten, gegen Kasern hin, liegt mit dem Wallpachwald noch ein geschützter Landschaftsteil.